# Bai Yan
Bai Yan (Chino:柏衍, nació el 21 de mayo de 1989, en Nankín, china) es un jugador de tenis masculino.

## Carrera
Su mejor ranking individual es el Nº 200 alcanzado el 21 de marzo de 2016, mientras que en dobles logró la posición 133 el 11 de abril de 2016.
No ha logrado hasta el momento títulos de la categoría ATP ni de la ATP Challenger Tour.
Ha ganado el Futuro Japón F1 el 6 de marzo de 2024 ganándole la final a Stefano  Sakellaeidis 6-4 6-3.
Ganó el Future China F4 el 14 de julio de 2024 a Zhou Yin (China) 7-6 7-6.
Ganó el Future China F10 el 17 de agosto de 2024 a Sun Fajing (China) 6-4 7-6.